# Cedar Park, Teksas
Cedar Park je gradić u Teksasu u okrugu Williamson na Cluck Creeku, 26 kilometara sjeverozapadno od Austina.
Ima 26.049 stanovnika (2000.). Naselje osniva obitelj Georga Clucka ranih sedamdesetih godina 19. stoljeća, tada poznato kao Running Brushy uz istoimeni potok (danas Cluck Creek). Poštanski ured utemeljen je 1874. a 1882. kompanija Austin and North Western Rail Road kompljetirala je prugu od Austina do Burneta koja prolazi preko Cluckovog imanja u Running Brushu i preimenuju naselje u Brueggerhoff, ali ga 1887. Emmett Cluck, sin Georga i Harriet Cluck, opet promijeni u Cedar Park, po šumi cedra nalik na park što je okruživala njegov dom. Ovaj park kasnije će godinama služiti mještanima za javna okupljanja. Svoj razvoj započet će na vapnencu, koji će ostati glavni proizvod sve do negdje 1970. Od 1970. do 1980. populacija će se popeti sa 125 na preko 3,000. Svoj bum Cedar Park doživljava 1980-tih otvaranjem trgovačkih centara i raznog biznisa, da bi 1990. dosegao populaciju od 5,161 koja se deset godina kasnije (2000.) upeterostručila (26,049) ; 45,360 (2004.)

## Vanjske poveznice
- Cedar Park : Community Businesses  Arhivirana inačica izvorne stranice od 8. siječnja 2007. (Wayback Machine)
- Cedar Park, Texas  Arhivirana inačica izvorne stranice od 12. ožujka 2007. (Wayback Machine)